# 1980年ウィンブルドン選手権
1980年 ウィンブルドン選手権（1980ねんウィンブルドンせんしゅけん、The Championships, Wimbledon 1980）は、イギリス・ロンドン郊外にある「オールイングランド・ローンテニス・アンド・クローケー・クラブ」にて、1980年6月23日から7月6日にかけて開催された。

## 大会の流れ
- 男子シングルスは「128名」の選手による通常の7回戦制で行われた。
- 女子シングルスは「96名」の選手による7回戦制で行われ、32名の選手は「1回戦不戦勝」（抽選表では“Bye”と表示）があった。シード選手でも、1回戦から出場した人と、2回戦から登場した人がいる。2回戦から登場した選手が初戦敗退の場合は「2回戦＝初戦」と表記する。

## シード選手

### 男子シングルス
1. ビョルン・ボルグ　（優勝、大会5連覇）
2. ジョン・マッケンロー　（準優勝）
3. ジミー・コナーズ　（ベスト4）
4. ビタス・ゲルレイティス　（4回戦）
5. ロスコー・タナー　（ベスト8）
6. ジーン・マイヤー　（ベスト8）
7. ピーター・フレミング　（ベスト8）
8. ビクトル・ペッチ　（3回戦）
9. パット・デュプレ　（3回戦）
10. イワン・レンドル　（3回戦）
11. （試合開始前に棄権）
12. （試合開始前に棄権）
13. ヴォイチェフ・フィバク　（ベスト8）
14. ビクトル・アマヤ　（1回戦）
15. スタン・スミス　（3回戦）
16. ホセ・ルイス・クラーク　（3回戦）

### 女子シングルス
1. マルチナ・ナブラチロワ　（ベスト4）
2. トレーシー・オースチン　（ベスト4）
3. クリス・エバート・ロイド　（準優勝）
4. イボンヌ・グーラゴング・コーリー　（優勝、9年ぶり2度目）
5. ビリー・ジーン・キング　（ベスト8）
6. ウェンディ・ターンブル　（ベスト8）
7. バージニア・ウェード　（4回戦）
8. ダイアン・フロムホルツ　（4回戦）
9. ハナ・マンドリコワ　（4回戦）
10. キャシー・ジョーダン　（4回戦）
11. グリア・スティーブンス　（ベスト8）
12. バージニア・ルジッチ　（2回戦）
13. スー・バーカー　（2回戦＝初戦）
14. アンドレア・イエガー　（ベスト8）
15. レジナ・マルシコワ　（2回戦＝初戦）
16. シルビア・ハニカ　（2回戦＝初戦）

## 大会経過

### 男子シングルス
準々決勝
- ビョルン・ボルグ vs.  ジーン・マイヤー　7-5, 6-3, 7-5
- ブライアン・ゴットフリート vs.  ヴォイチェフ・フィバク　6-4, 7-6, 6-2
- ジミー・コナーズ vs.  ロスコー・タナー　1-6, 6-2, 4-6, 6-2, 6-2
- ジョン・マッケンロー vs.  ピーター・フレミング　6-3, 6-2, 6-2

準決勝
- ビョルン・ボルグ vs.  ブライアン・ゴットフリート　6-2, 4-6, 6-2, 6-0
- ジョン・マッケンロー vs.  ジミー・コナーズ　6-3, 3-6, 6-3, 6-4

### 女子シングルス
準々決勝
- マルチナ・ナブラチロワ vs.  ビリー・ジーン・キング　7-6, 1-6, 10-8
- クリス・エバート・ロイド vs.  アンドレア・イエガー　6-1, 6-1
- イボンヌ・グーラゴング・コーリー vs.  ウェンディ・ターンブル　6-3, 6-2
- トレーシー・オースチン vs.  グリア・スティーブンス　6-3, 6-3

準決勝
- クリス・エバート・ロイド vs.  マルチナ・ナブラチロワ　4-6, 6-4, 6-2
- イボンヌ・グーラゴング・コーリー vs.  トレーシー・オースチン　6-3, 0-6, 6-4

## 決勝戦の結果
男子シングルス
- ビョルン・ボルグ vs.  ジョン・マッケンロー　1-6, 7-5, 6-3, 6-7, 8-6

女子シングルス
- イボンヌ・グーラゴング・コーリー vs.  クリス・エバート・ロイド　6-1, 7-6

男子ダブルス
- ピーター・マクナマラ＆ ポール・マクナミー vs.  スタン・スミス＆ ボブ・ルッツ　7-6, 6-3, 6-7, 6-4

女子ダブルス
- キャシー・ジョーダン＆ アン・スミス vs.  ロージー・カザルス＆ ウェンディ・ターンブル　4-6, 7-5, 6-1

混合ダブルス
- ジョン・オースチン＆ トレーシー・オースチン vs.  マーク・エドモンドソン＆ ダイアン・フロムホルツ　4-6, 7-6, 6-3

## みどころ
- 男子シングルス優勝者のビョルン・ボルグが、1976年からウィンブルドン「5連覇」の偉業を達成した。ジョン・マッケンローとの男子シングルス決勝は「3時間55分」を要した激戦となり、今なおテニス史上に残る名勝負の1つとして語り継がれている。
- 女子シングルス優勝者のイボンヌ・グーラゴング・コーリーは、母親の選手として1914年のドロテア・ダグラス・チェンバース以来66年ぶりのウィンブルドン女子シングルス優勝を達成した。これがグーラゴング・コーリーの現役最後の優勝である。